# Time History of Events and Macroscale Interactions during Substorms

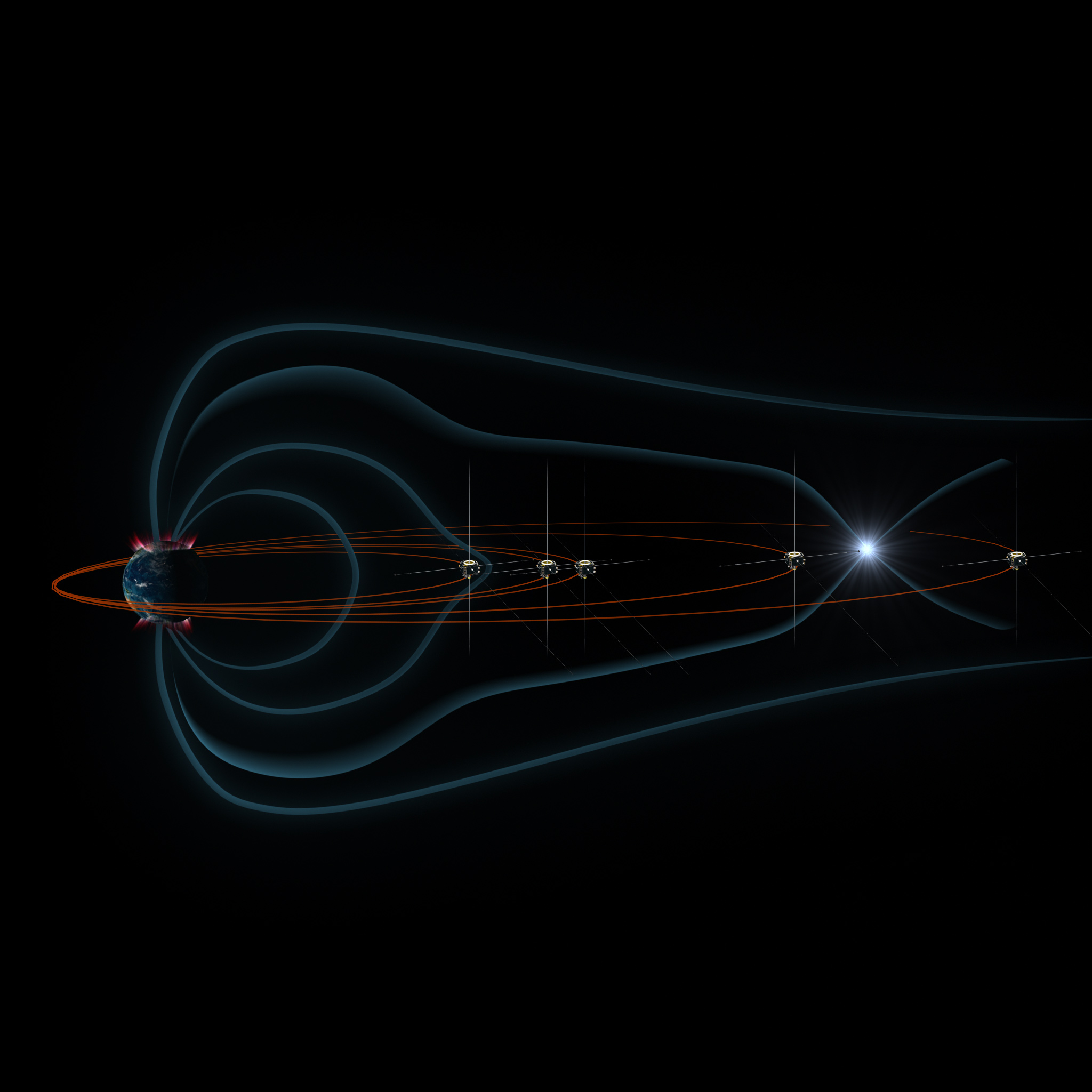
THEMIS-satelliternas banor runt jorden visas i orange färg. De gråblå kurvorna illustrerar geomagnetiska fältlinjer. Den ljusa fläcken illustrerar magnetisk rekonnektion i en geomagnetisk substorm. Bild: NASA

THEMIS (Time History of Events and Macroscale Interactions during Substorms) är ett NASA-projekt för utforskning av jordens magnetosfär, framför allt det rymdväderfenomen som kallas geomagnetisk substorm. THEMIS består av fem satelliter i banor valda så att satelliterna då och då ligger på rad ute i magnetosvansen, för att på så sätt kunna upptäcka hur substormar sprider sig inåt och utåt från den punkt där de börjar. THEMIS sändes upp den 17 februari 2007 från Cape Canaveral.

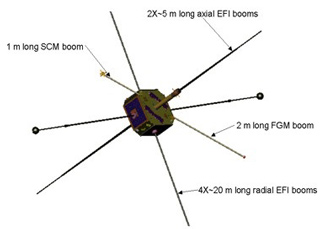
En av de fem THEMIS-satelliterna. Satelliten roterar (spinner) runt sin axel, så att fyra vajerantenner tillhörande instrumentet för mätning av det elektriska fältet (EFI), var och en runt 20 m, spänns ut av centrifugalkraften. Två av dessa visas ännu ej fullt utfällda i bilden. Längs spinnaxeln finns två fasta bommar för samma ändamål, cirka 5 m långa. Två kortare bommar i spinnplanet bär var sin magnetometer (FGM och SCM), som måste hållas en bit från satellitkroppen för att minska störningar. Partikeldetektorer för joner och elektroner sitter monterade direkt på satellitkroppen. Bild: NASA